# شهرستان فویوان (یون‌نان)
شهرستان فویوان (به انگلیسی: Fuyuan County) یک شهرستان در چین است که در کوجینگ واقع شده‌است. شهرستان فویوان ۴٬۰۹۳ کیلومتر مربع مساحت و ۶۳۶٬۸۷۱ نفر جمعیت دارد.